# Liste von Werken zu Heinrich von Kleist

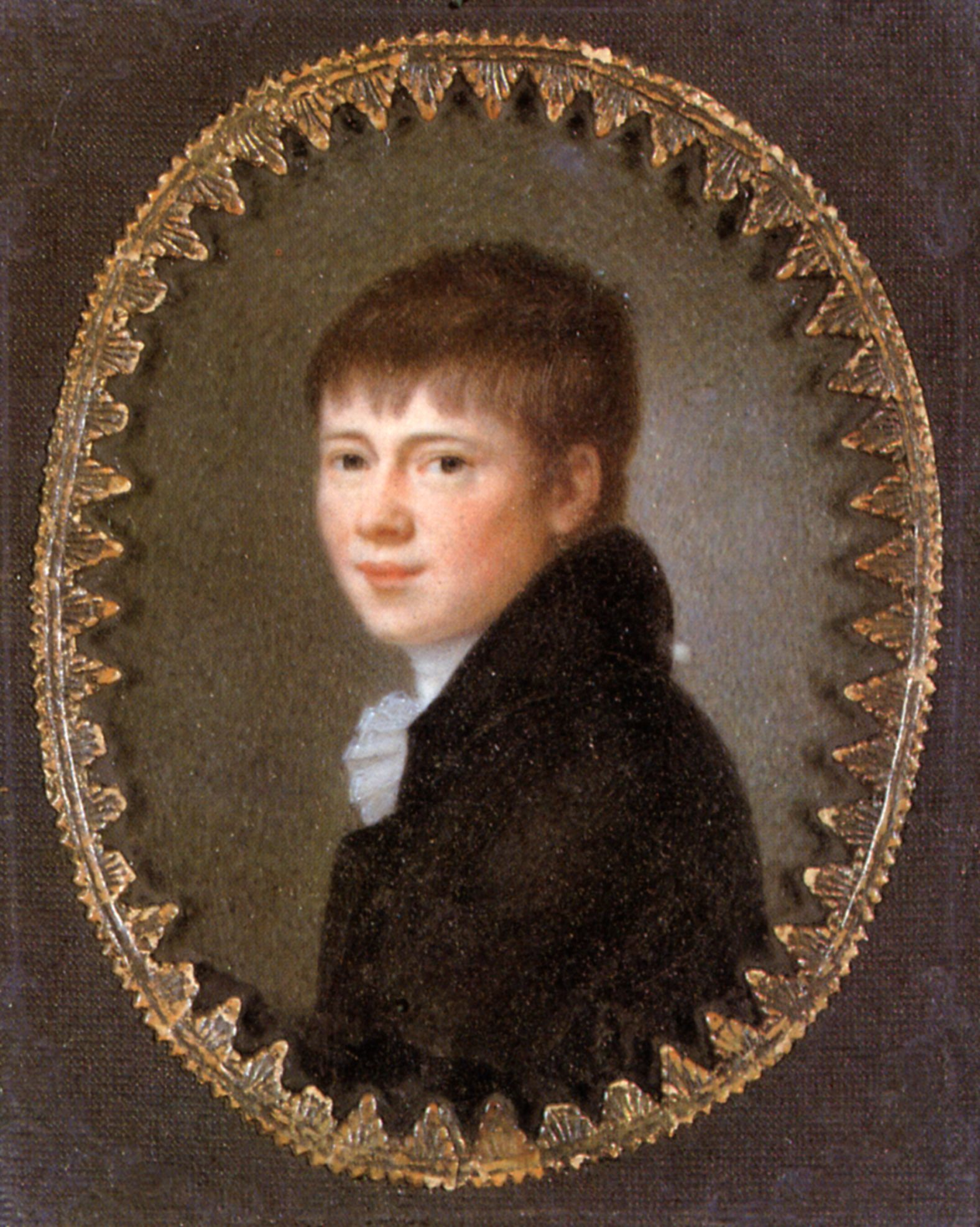
Miniaturporträt, 1801, wahrscheinlich von Peter Friedel

Diese Liste enthält Kompositionen, Filme und weitere künstlerische Werke zu Leben und Schaffen von Heinrich von Kleist.

## Musik
Es gibt zahlreiche Vertonungen von Dichtungen Kleists sowie einige musikalische Werke über dessen Leben. 
Allein zum Schauspiel Das Käthchen von Heilbronn liegen acht Opernfassungen vor.
- Carl Martin Reinthaler: Das Käthchen von Heilbronn, Romantische Oper in vier Akten, Uraufführung Frankfurt 1881, Wiederaufführung am Theater Erfurt 2009
- Felix Draeseke Germania an ihre Kinder,  Kantate und Sinfonisches Vorspiel zu Penthesilea
- Hugo Wolf Penthesilea, Sinfonische Dichtung
- Hans Pfitzner Das Käthchen von Heilbronn, Bühnenmusik
- Richard Wetz,  Kleist-Ouvertüre, über dessen Leben
- Othmar Schoeck, Penthesilea, Oper in einem Akt
- Viktor Ullmann, Der zerbrochne Krug, Oper in einem Akt
- Hans Werner Henze,  Der Prinz von Homburg, Oper, Uraufführung 1958
- Werner Egk, Die Verlobung in San Domingo, Oper in zwei Akten
- Fritz Geißler, Der zerbrochne Krug Komische Oper in sieben Szenen, 1968/69
- Klaus Schulze, Heinrich von Kleist, elektronische Musikkomposition auf Album „X“
- Awet Terterjan Das Beben, Oper nach Das Erdbeben von Chili
- Ján Cikker Das Verdikt, Oper nach Das Erdbeben von Chili
- Rainer Rubbert (Komposition), Tanja Langer (Libretto), Kleist, Oper, Uraufführung 22. März 2008 in Brandenburg an der Havel[2]
- Michèle Jung: „Das Paradies ist verriegelt …“. Intro du livret de l’Opéra en un acte de René Koering. „Scènes de Chasse“, nach „Penthesilea“. Uraufführung 2008 in der Opéra Berlioz
- Charlotte Seither: Schatten und Klarsein. Verse für Heinrich von Kleist, 2009/2010 für Sopran und Streichorchester. Auftragswerk des Württembergischen Kammerorchesters Heilbronn
- Hauke Berheide: Mauerschau. Oper über Penthesilea, Auftrag der Bayerischen Staatsoper, Münchner Opernfestspiele, 2016.

## Belletristik

### Über seine Werke
- András Sütő: Egy lócsiszár virágvasárnapja, 1973, ungarisches Theaterstück nach Michael Kohlhaas.
- H. C. Artmann: Der zerbrochene Krug, Theaterstück, welches die Handlung in das Niederösterreich des 19. Jahrhunderts verlegt.
- E. L. Doctorow: Ragtime, 1975, Roman nach Motiven und Stil von Michael Kohlhaas, im New York des frühen 20. Jahrhunderts
- Heiner Müller: Wolokolamsker Chaussee. V. Der Findling, 1988, mit Motiven der gleichnamigen  Novelle

### Über sein Leben
Es gibt einige Romane und weitere literarische Texte über das Leben von Heinrich von Kleist.
- Karin Reschke: Verfolgte des Glücks. Findebuch der Henriette Vogel. Rotbuch, Berlin 1982, ISBN 3-88022-266-5. (Taschenbuchausgabe: Rotbuch, Hamburg 1996, ISBN 3-88022-397-1). Darstellung des Suizids aus der Perspektive Henriette Vogels
- Christa Wolf: Kein Ort. Nirgends. Berlin, Weimar 1979, ISBN 3-423-08321-2 Erzählung über eine fiktive Begegnung von Karoline von Günderrode mit Heinrich von Kleist
- Roman Bösch: Kleists „Geschichte meiner Seele“. Verlag Josef Knecht, Freiburg 2007, ISBN 3-7820-0901-0 Historischer Roman. In einer fiktiven Autobiographie beschreibt Kleist sein Leben mit eigenen Worten
- Dagmar Leupold: Die Helligkeit der Nacht. C.H. Beck, München 2009, ISBN 978-3-406-59071-9 Die Autorin lässt Heinrich von Kleist, durch Deutschland reisend, in einen Briefkontakt mit Ulrike Meinhof treten
- Robert Löhr: Das Hamlet-Komplott. Piper, München 2010, ISBN 978-3-492-05327-3. Goethe und Kleist ringen 1807 um das Schicksal der deutschen Reichskrone
- Klauspeter Bungert: Kleist – ein Traumspiel. (Theaterstück – das Leben Heinrich von Kleists als Folie für ein labyrinthisches Drama um die Suche nach einem festen Standort), 1975/94,[3]
- Tanja Langer: Wir sehn uns wieder in der Ewigkeit. Die letzte Nacht von Henriette Vogel und Heinrich von Kleist. dtv 2011, ISBN 978-3-423-13981-6
- Gerd Hergen Lübben: Versionen I │ »Aus dem Logbuch eines Seelenverkäufers«, »Thinka kann tanzen • Kleists Emphasen«, »Zueignungen • Daimonion« und andere Texte. ebook verlag dreikorb 2014, ISBN 978-3-95577-773-9. Der Autor spürt den bedeutsamen Namensnennungen Katharina, Käthchen und Thinka sowie der tarantellahaft bewegenden Verwendung von Rohrblatt-Instrumenten in Leben und Werk Heinrich von Kleists nach
- Stefan Haenni: Scherbenhaufen│ »Zum 200. Todestag des Dichters Heinrich von Kleist«, Kriminalroman, Gmeiner Verlag 2011, ISBN 978-3-8392-1193-9 Kleists Aufenthalt am Thunersee als gegenwärtige Variation des „zerbrochenen Kruges“

## Filme

### Werk
Es gab über 70 Verfilmungen von Werken von Heinrich von Kleist.
- Das Erdbeben in Chili, Deutschland 1918, Regie und Drehbuch Reinhard Bruck, Produktion Max Mack, erste Verfilmung eines Werkes von Kleist[7]
- Die Marquise von O., Deutschland, 1919/1920, Regie Paul Legband
- Amphitryon – Aus den Wolken kommt das Glück, Deutschland 1935, Regie Reinhold Schünzel, mit Adele Sandrock, musikalische Komödie
- Der zerbrochene Krug, Deutschland 1937, Regie Gustav Ucicky, mit Emil Jannings

- Der Findling, BR Deutschland 1966/1967, TV-Film
- Das Käthchen von Heilbronn, BR Deutschland 1968, Fernsehfilm, Regie Karl-Heinz Stroux
- Jungfer, Sie gefällt mir, DDR 1968, Regie Günter Reisch, Drehbuch Jurek Becker und Günter Reisch
- Michael Kohlhaas – Der Rebell, BR Deutschland 1969, Regie Volker Schlöndorff
- San Domingo, BR Deutschland 1970, Regie Hans-Jürgen Syberberg
- Die Gräfin von Rathenow, BR Deutschland 1973
- Das Erdbeben in Chili, BR Deutschland 1974/1975, Regie und Drehbuch Helma Sanders-Brahms
- Die Marquise von O, BR Deutschland/Frankreich 1975/1976, Regie Éric Rohmer
- Das Käthchen von Heilbronn, BR Deutschland 1980
- Die Familie oder Schroffenstein, BR Deutschland 1983/1984, Regie Hans Neuenfels, nach Theaterinszenierung
- Der zerbrochene Krug, BR Deutschland 1990, TV-Film

- Der Prinz von Homburg, Deutschland 1993/1994
- Ein Traum, was sonst?, Österreich/Deutschland 1994/1995,  Regie Hans-Jürgen Syberberg, Theatermonolog mit Elementen aus Der Prinz von Homburg und zwei weiteren klassischen Texten[8]
- Anekdote aus dem letzten preußischen Kriege, 1994/1995
- The Jack Bull (Reiter auf verbrannter Erde), USA 1999, TV-Film, Western nach Motiven von Michael Kohlhaas

- Il principe di Homburg, Italien 1997, Regie  Marco Bellocchio
- Käthchens Traum, Deutschland 2004
- Michael Kohlhaas, Deutschland 2011–2013

### Leben
Auch über sein Leben gibt es einige Kino- und Fernsehproduktionen
- Wie zwei fröhliche Luftschiffer, Berlin (West), 1969,  Deutsche Film- und Fernsehakademie Berlin, 85 Minuten,  Regie Jonatan Briel, über die letzten drei Tage im Leben Kleists, gezeigt 1970 beim Filmfestival von Locarno.[9]
- Heinrich, BR Deutschland 1977, Regie Helma Sanders-Brahms,  130 Minuten, mit Heinrich Giskes, Grischa Huber, Hannelore Hoger, Heinz Hönig, Lina Carstens. In Rückblenden auf das Leben Heinrich von Kleists und seiner Freundin Henriette Vogel sucht der Film nach Motiven für ihren Suizid im Herbst 1811; ausgezeichnet mit dem Bundesfilmpreis und Filmband in Gold für das Drehbuch
- Erkundigungen über Heinrich von Kleist, DDR 1977, TV-Dokumentarfilm
- Heinrich von Kleist – Die beiden Enden der ringförmigen Welt, BR Deutschland, 1979, Kurz-Dokumentarfilm
- Heinrich Penthesilea von Kleist, Berlin (West),  1982/1983, Regie Hans Neuenfels, nach Theaterinszenierung
- Heinrich von Kleist, BR Deutschland [Jahr unbekannt], Telefilm Saarbrücken, TV-Dokumentarfilm, 25 Minuten (Der Weg ins Dunkle)
- Europa und der zweite Apfel, BR Deutschland/Italien 1988, Regie Hans Neuenfels

- Die Hermannsschlacht, Deutschland 1995, 70 Minuten, Regie und Produktion  Christian Deckert, Hartmut Kiesel, Christoph Köster, Stefan Mischer und Cornelius Völker. Der aufwändige studentische Spielfilm zeigt unter anderem den Dramatiker Kleist bei der Arbeit an seinem gleichnamigen Theaterstück. In fiktiven Treffen auf der Velmerstot sowie auf dem antiken Schlachtfeld begegnet er dem Dramatiker Christian Dietrich Grabbe. Kleist verstrickt sich in literarische Debatten mit seinem dem Schnaps zusprechenden Dichterkollegen,[10]
- Die Akte Kleist, Deutschland 2011, 52 Minuten, Idee und Produzent  Christian Beetz (Gebrüder Beetz Filmproduktion), Regie Simone Dobmeier, Hedwig Schmutte, Torsten Striegnitz, mit Alexander Beyer (Heinrich von Kleist), Meret Becker (Henriette), Nina Hoss (Sprecherin); Handlung: Die fiktive Untersuchungsakte zu Heinrich von Kleist wird in Form einer Krimidramaturgie von Ulrike Landfester (Literaturwissenschaftlerin), Claus Peymann (Theaterregisseur), Christopher Clark (Historiker), Alexander Weigel (Dramaturg) aufgeschlagen[11]
- Amour Fou, Deutschland 2014, 96 Minuten, Regie, Drehbuch Jessica Hausner, mit Christian Friedel (Heinrich von Kleist), Birte Schnöink (Henriette Vogel)

## Hörspiele

### Nach Werken
Es wurden über 100 Hörspiele nach Werken von Heinrich von Kleist in deutschen Rundfunkanstalten gesendet.
- Der zerbrochene Krug, Deutsche Stunde in Bayern, September 1924, erstes bekanntes Hörspiel in Deutschland
- Der zerbrochene Krug, SÜRAG, 17. 10. 1924
- Das Käthchen von Heilbronn, MIRAG, 21. 11. 1924
- Robert Guiskard, 01.12.1924
- Das Käthchen von Heilbronn, 04.01.1925
- Der zerbrochene Krug, 02.02.1925
- Prinz Friedrich von Homburg, 18.04.1925
- Das Käthchen von Heilbronn, 19.04.1925
- Der zerbrochene Krug, 25.04.1925
- Der zerbrochene Krug, 26.05.1925
- Prinz Friedrich von Homburg, 28.05.1925
- Prinz von Homburg, 13.06.1925
- Prinz Friedrich von Homburg, 24.06.1925

### Zu seinem Leben
Auch über seine Person gibt es einige Hörspiele und Rundfunksendungen.
- Bei Stimming am Wannsee, NDR 1966, Buch Hans Rothe, Regie Hans Bernd Müller, über die letzten 24 Stunden von Heinrich von Kleist und Henriette Vogel.[13]

## Porträts und Skulpturen
Porträts

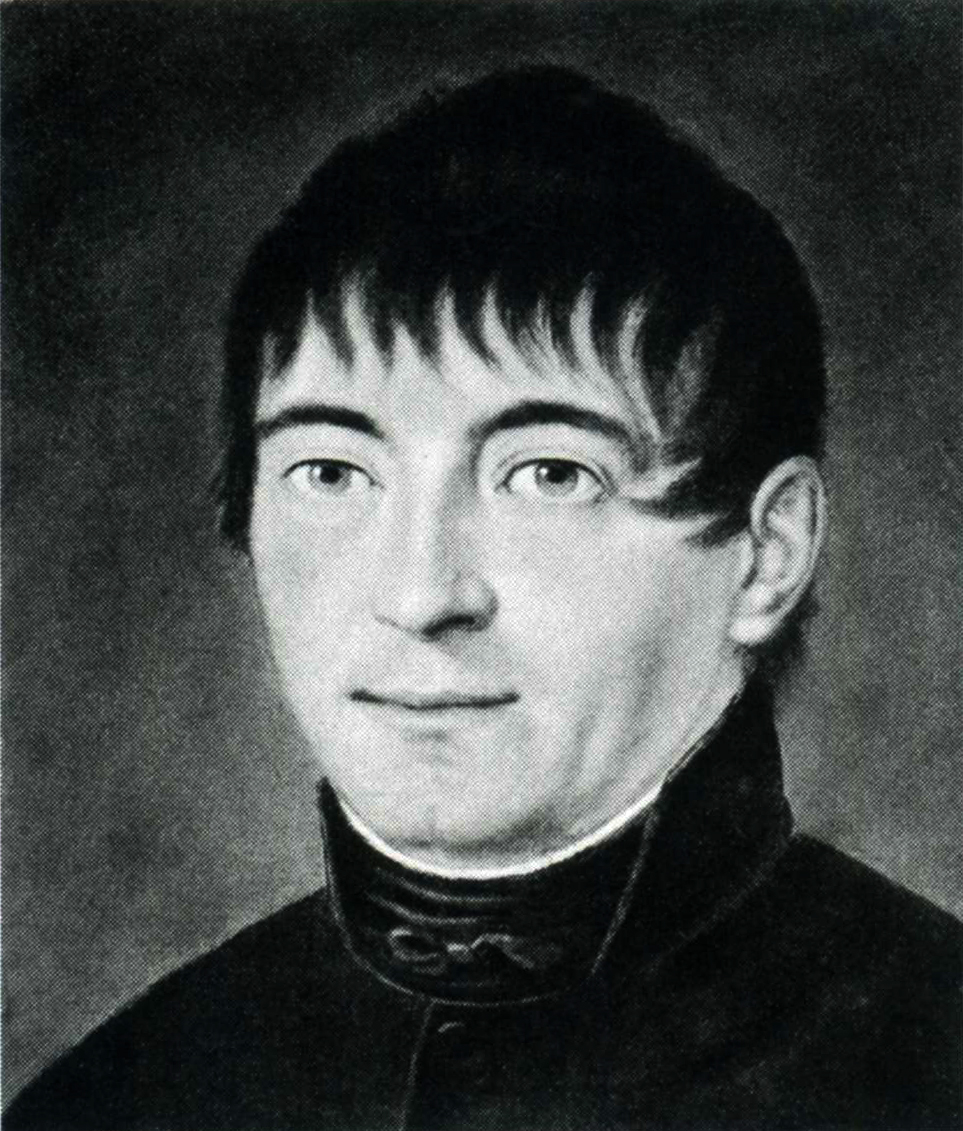
Porträt von Wilhelm Kügelgen, Authentizität unsicher

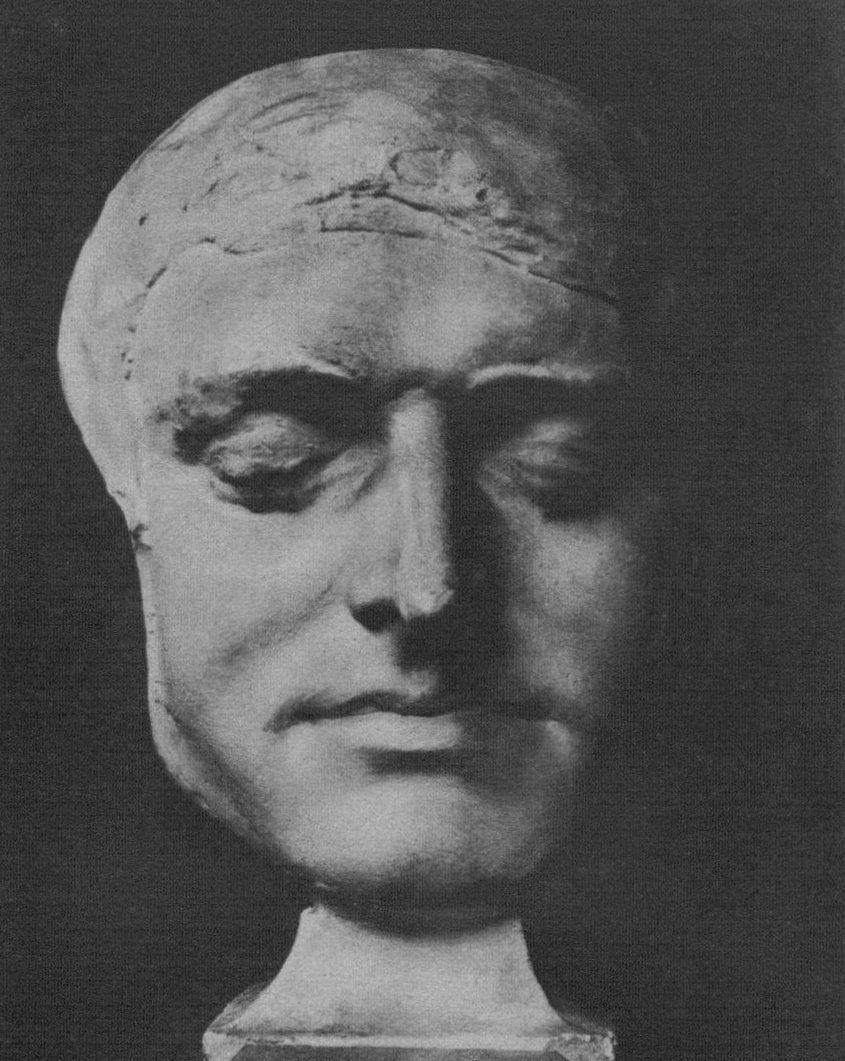
Kleists Totenmaske, Foto 1927

Von Heinrich von Kleist gibt es nur wenige künstlerische Abbildungen zu Lebzeiten.
Am bekanntesten ist eine Miniatur-Pastellmalerei auf Elfenbein von 1801 (ca. 7,5 × 5,5 cm), wahrscheinlich von Peter Friedel, die er seiner Verlobten Wilhelmine von Zenge schenkte. Diese malte davon zwischen 1831 und 1837 eine Kopie aus dem Gedächtnis.
1807 entstand das sogenannte Gefangenschaftsbild, wahrscheinlich von einem Mitgefangenen in Frankreich. Von etwa 1810 gibt es ein Ölgemälde eines unbekannten Malers, das sehr wahrscheinlich auch Heinrich von Kleist zeigt. Alle diese Porträts unterscheiden sich in einigen Details, gemäß der in dieser Zeit üblichen Praxis von idealisierenden Darstellungen. Daher ist das tatsächliche Aussehen des Dichters nur annäherungsweise bekannt.
Auch zu der Totenmaske gibt es Zweifel.
Skulpturen
Danach wurden verschiedene Skulpturen und Denkmäler für Heinrich von Kleist geschaffen.
Münzen
1986 wurde eine Gedenkmünze der DDR zu 5 Mark für Heinrich von Kleist herausgegeben.
Briefmarken
Siehe auch Briefmarken zu Heinrich von Kleist
1977 erschien eine DDR-Briefmarke zu 1 Mark zum 200. Geburtstag Kleists. Außerdem gab es eine Briefmarke zu 80 Pfennig der Deutschen Bundespost.
2002 wurde eine 56-Cent-Marke der Deutschen Post zum 225. Geburtstag herausgegeben.